# 鈴木博文 (動畫師)
鈴木博文，日本男性動畫師。

## 人物簡介
曾經接受中嶋敦子的指導，與同期的松竹德幸一起學習。

## 作品

### 電視動畫
- 亂馬½ 熱鬥篇（1989年－1992年）原畫、動畫
- 浪客劍心（1996年－1998年）原畫
- VIRUS（1997年）
- 玲音（1998年）OP原畫
- 徽章戰士（1999年－2000年）機械設定、第51話作畫監督、OP作畫監督、ED原畫
- 徽章戰士魂（2001年）機械設定
- 火影忍者（2002年－2007年）人物設定、作畫監督（17話、19話、48話、151話）、OP作畫監督、ED作畫監督、原畫
- 魔法少女奈葉（2004年）ED動畫
- 恋風（2004年）OP原畫
- 月詠（2005年）原畫
- 到另一個你的身邊去（2005年）原畫
- 雙面騎士（2006年）原畫
- 火影忍者疾風傳（2007年－2017年）人物設定、作畫監督（82話、85話、123話、166話）、OP作畫監督、ED作畫監督、原畫
- 電腦線圈（2007年）原畫
- SOUL EATER（2008年）原畫
- 黑神（2009年）OP1原畫
- 魔法禁書目錄（2009年）原畫
- 学生会的一存（2009年）過場
- 女僕咖啡廳（2010年）原畫
- 魔法少女小圓☆魔力（2011年）ED動畫
- BORUTO -火影新世代- NARUTO NEXT GENERATIONS-（2017年－）人物設定

### OVA
- 逮捕令（1994年－1995年）ED動畫、原畫
- （1997年）OP原畫
- 柯塞特的肖像（2004年）人物設計

### 劇場版動畫
- 火影忍者劇場版：大興奮！三日月島上的動物騷亂（2006年）人物設定
- （2007年）原畫
- 空中殺手（2008年）原畫
- 宵星傳奇 ～The First Strike～（2009年）原畫

### 遊戲
- 宝魔猎人莱姆（1993年）原畫
- 命運傳奇2（2002年）動畫原畫
- 星海遊俠1 First Departure（2007年）動畫原畫
- 宵星傳奇（2008年）OP原畫

## 相關項目
- 日本動畫師列表